# Provinzial-Taubstummenanstalt Langenhorst
Die Provinzial-Taubstummenanstalt Langenhorst war von 1841 bis 1968 eine Förderschule für gehörlose Kinder in Langenhorst, Stadt Ochtrup. Nachfolgeeinrichtung ist die heutige Münsterlandschule-LWL-Förderschule, die sich in der Trägerschaft des Landschaftsverbandes Westfalen-Lippe (LWL) befindet. 

## Geschichte

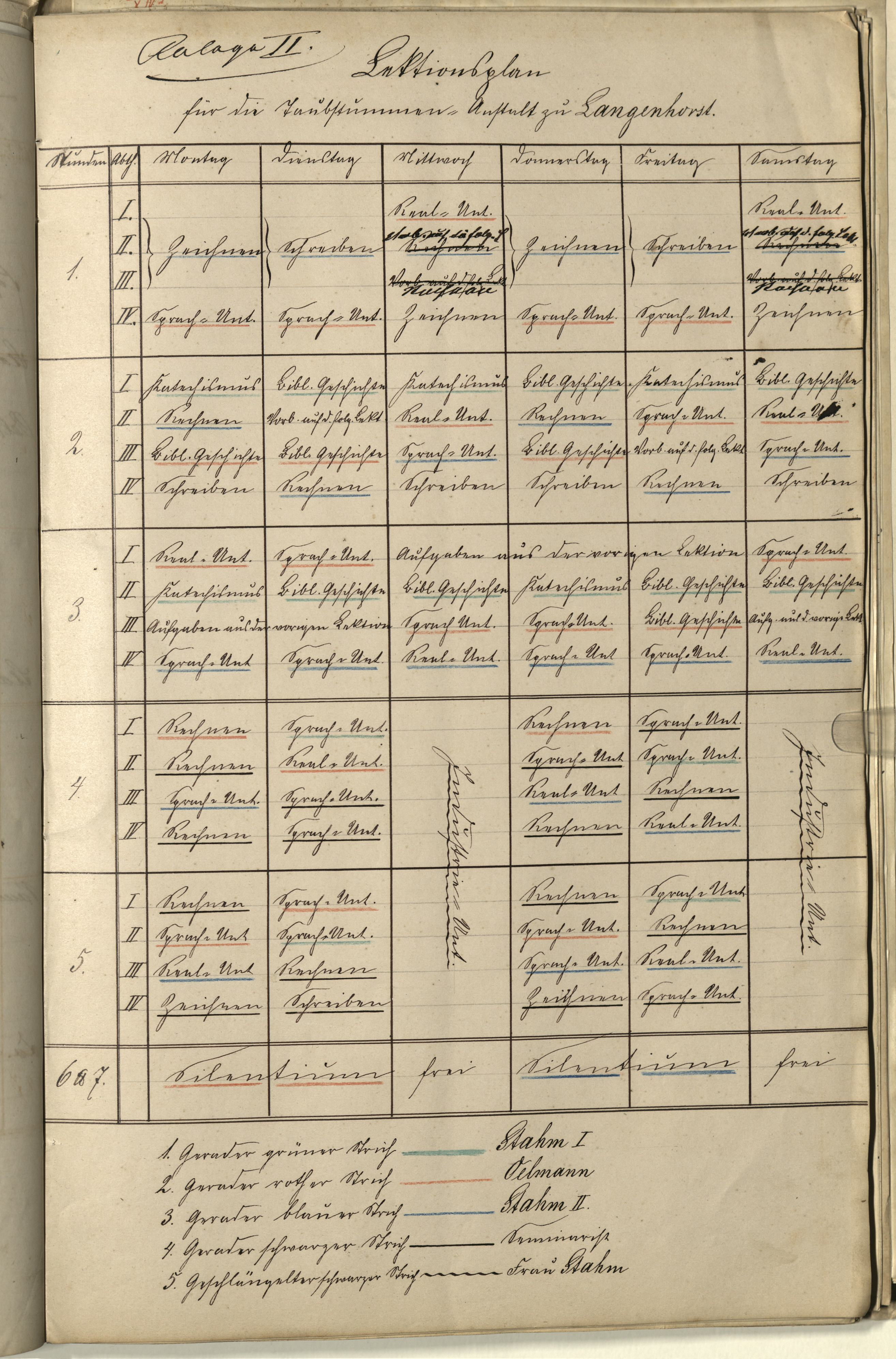
Stundenplan der Taubstummenanstalt 1879

Auf Betreiben des ersten Schulleiters Bernhard Stahm wurde die Schule am 1. April 1841 als zweite Taubstummenanstalt in der preußischen Provinz Westfalen gegründet, um gehörlosen Schülerinnen und Schülern eine möglichst heimatnahe Schulbildung zu ermöglichen.
Aus finanziellen Gründen konnte die Schule in den Anfangsjahren nur Schüler aufnehmen, deren Unterhalt von ihren Familien oder privaten Initiativen getragen wurde. So nahmen 1841 lediglich 6 gehörlose Schüler am Unterricht teil. Die Belegungszahlen der Schule steigerten sich in den Folgejahren nur langsam; bis 1849 wurden 13 Schüler unterrichtet, bis 1856 stieg die Schülerzahl auf 24.
Erst mit der Übernahme der Trägerschaft durch den damaligen Provinzialverband der Provinz Westfalen im Jahr 1876 besserten sich die finanziellen Bedingungen für die Anstalt, sodass die Schule 1886 bereits 93 Schülerinnen und Schüler sowie 8 angestellte Lehrkräfte aufweisen konnte. Da der räumliche Einzugsbereich der Schule so groß war, dass vielen Kindern eine tägliche Anreise zur Schule nicht möglich war, waren sie in Langenhorst in Pflegefamilien untergebracht.
Bereits vor der Gründung der Anstalt fanden in Langenhorst Lehrerseminare statt, um die Bildungsmöglichkeiten für Taubstummenlehrer und gehörlose Kinder zu erhöhen. Nachdem das Lehrerseminar im Jahr 1882 nach Warendorf verlegt worden war, bezog die Schule 1884 deren umgebaute Gebäude, welche zwei Jahre später durch einen Anbau und 1902 durch eine Turnhalle sowie Räumen für den Werkunterricht erweitert wurden. Nach Ende des Ersten Weltkriegs weitete die Schule den Unterricht auf berufsbezogene Fächer aus und unterstützte entlassene Schüler bei der Berufsfindung.
Während der Zeit des Nationalsozialismus lief der Schulbetrieb weiter, wurde allerdings im Lauf des Zweiten Weltkrieges immer weiter eingeschränkt. Die Auswirkungen des Krieges sowie der Einzug alliierter Truppen in die Schulgebäude brachten den Schulbetrieb von April bis Dezember 1945 vollständig zum Erliegen. Nachdem die Einrichtung zwischenzeitlich von Kriegsflüchtlingen belegt und bis 1951 komplett saniert wurde, konnte der Unterricht ab 1952 in modernisierten Räumlichkeiten fortgesetzt werden.
In den 1950er Jahren begann eine Diskussion um die Verlegung der Schule. Die ungünstige Verkehrslage im Nordwesten des Münsterlandes, die nicht mehr zeitgemäße Unterbringung der Schüler in Pflegehäusern sowie eine nicht zufriedenstellende medizinische Versorgung sorgten für sinkende Schülerzahlen. Besuchten im Jahr 1953 noch 100 Kinder die Schule, waren es 1961 nur noch 27 Schülerinnen und Schüler.
Nach der Entscheidung für einen Umzug nach Münster-Kinderhaus wurde dort 1965 mit der Errichtung eines neuen Schulgebäudes mit Internat begonnen. 1968 konnte die Schule mit ihren 70 Schülern das neue Gebäude beziehen.  

## Entwicklung seit 1968
Ab 1968 wurde die Schule als Westfälische Schule für Gehörlose Münster weitergeführt. In der Folgezeit stiegen die Schülerzahlen stetig an, sodass die Schule 1971 von 230 Kindern besucht wurde. Im Rahmen der weiteren Entwicklung kam es in den folgenden Jahren zu einer Erweiterung der Anzahl der Klassen und des Unterrichtsangebotes durch Ergänzung zahlreicher Unterrichtsfächer und weiterer Förderprogramme. 
Die Westfälische Schule für Gehörlose Münster fusionierte im Jahr 2005 mit der Westfälischen Schule für Schwerhörige zur heute noch bestehenden Münsterlandschule – LWL-Förderschule, Förderschule Hören und Kommunikation. 

## Schulleiter
- 1841–1889: Bernhard Stahm
- 1889–1916: Matthias Bruß
- 1917–1933: Bernhard Jansen
- 1933–1945: Karl Steinig
- 1945–1946: Erich Krömer
- 1946–1948: Franz Wenning
- 1948–1953: Heinrich Alt
- 1953–1962: Josef Schabedoth
- 1962–1968: Felix Uppenkamp